# Zinaida Jevgeněvna Serebrjakova
Zinaida Jevgeněvna Serebrjakova (rozená Lansere, francouzsky Zinaïda Serebriakova; 12. prosince 1884 Neskučnoje u Charkova – 19. září 1967 Paříž) byla ruská malířka, představitelka ruského impresionismu, žijící ve Francii od emigrace roku 1924. Navzdory vlně popírání tradičního umění na začátku 20. století století se rozhodla pro realistický, klasický a harmonický styl. Obrazy Zinaidy Serebrjakovové jsou známé něžným odrazem ženské krásy, jemnými obrazy dětské nevinnosti.

## Život
Serebrjakova se narodila v zámožné rodině s uměleckými sklony; dědeček Nikolaj Leontěvič Benois byl architekt a bratr její matky Alexandr Nikolajevič Benois byl malíř a spoluzakladatel umělecké skupiny Svět umění. Její otec Jevgenij Alexandrovič Lansere byl sochař. Bratr Nikolaj Jevgeněvič Lansere se stal známým jako architekt, další bratr Jevgenij byl sovětský monumentální malíř. Mladším příbuzným byl herec Peter Ustinov.
V roce 1886 jí zemřel otec na tuberkulózu a matka se šesti dětmi se přestěhovala do Petrohradu. Na rodné panství Neskučnoje se vraceli na pravidelné letní pobyty. Po absolvování střední školy navštěvovala od roku 1900 soukromé umělecké školy a Akademii výtvarných umění v Petrohradu, kde měla jako učitele Ilju Repina a Osipa Braze. V letech 1902-1903 cestovala se svou matkou a dvěma sestrami po Itálii, kde se seznámila s díly klasické malby. V roce 1906 navštěvovala Académie de la Grande Chaumière v Paříži.
V roce 1905 se provdala za inženýra Borise Serebrjakova (1882–1919), svého bratrance. Měli čtyři děti, Jevgenije, Taťánu, Alexandra a Jekatěrinu.
Svou uměleckou kariéru zahájila v Petrohradě. V roce 1910 Zinaida Serebrjakova vyvolala senzaci svým autoportrétem U toaletního stolku, jejž prezentovala na výstavě skupiny Svět umění. Obraz okamžitě zakoupila Treťjakovská galerie. Do uvedené skupiny malířů byla přijata v roce 1911, ale svým tradičním realistickým stylem malby zůstala spíše outsiderem. V letech 1914-1917 prožívala umělecky plodné období. Během těchto let namalovala řadu obrazů na téma lidového života, rolnické práce a ruské vesnice, například Rolníci (1914-1915), Sklizeň (1915) a Bělení prádla (1917). Nejslavnější obrazy Zinaidy Serebrjakové byly vytvořeny v jejím ateliéru v rodinném panství Neskučnoje, kde ji často navštěvovaly známé osobnosti ruského kulturního života Konstantin Somov, Sergej Rachmaninov, Sergej Prokofjev, Anna Achmatovová. Po Říjnové revoluci museli panství opustit a rodina Serebrjakovových se v roce 1918 přestěhovala do Charkova.
Její manžel zemřel v březnu 1919 na tyfus a rodina, která přišla o majetek, se těžce probíjela. Zinaida Serebrjakova zůstala se čtyřmi dětmi a nemocnou matkou bez prostředků na živobytí. Pracovala pro Archeologické muzeum v Charkově a pro divadlo MCHAT v Moskvě a namalovala několik pastelů své dcery Taťány, která studovala balet v Mariinském divadle. V prosinci 1920 se Serebrjakovovi přestěhovali do Petrohradu. V následujících letech Serebrjakovová ve své malbě hodně čerpala z témat z divadelního života a vlastní rodiny. V roce 1924 bylo 14 jejích prací představeno na výstavě v New Yorku, pozornost veřejnosti vzbudil zejména obraz Spící dívka na červené dece (1923).
V roce 1924 získala malířskou zakázku v Paříži. Zůstala pak v emigraci, protože nová sovětská vláda jí odmítala umožnit návrat. Dokázala tam dopravit své dvě mladší děti Alexandra (1907–1994) a Jekatěrinu (1913–2014), zatímco starší děti zůstaly v Sovětském svazu. Živila se malováním portrétů, často jako modely pro své obrazy používala své děti a sebe. V letech 1928-1929 a 1932 Zinaida Serebrjakova pobývala v Maroku, kde malovala pohoří Atlas, arabské ženy a muže v typických oděvech. Namalovala také cyklus obrazů věnovaných bretaňským rybářům.
V roce 1947 získala francouzské občanství. Koncem padesátých letech jí částečné uvolnění politických poměrů po XX. sjezdu KSSS umožnilo navázat kontakt se zbytkem rodiny. Po dlouhých letech ji v roce 1960 mohla navštívit nejstarší dcera Taťjana, herečka Moskevského uměleckého divadla (MCHAT). V roce 1960 byly její práce opět vystaveny v Moskvě a roku 1966 také v Leningradu a Kyjevě a byly velmi dobře přijaty. V té době však už byla příliš nemocná, než aby mohla cestovat do Sovětského svazu.
Zemřela v roce 1967 a je pohřbena na ruském hřbitově v Sainte-Geneviève-des-Bois. Část jejího odkazu putovala do Sovětského svazu.

## Galerie

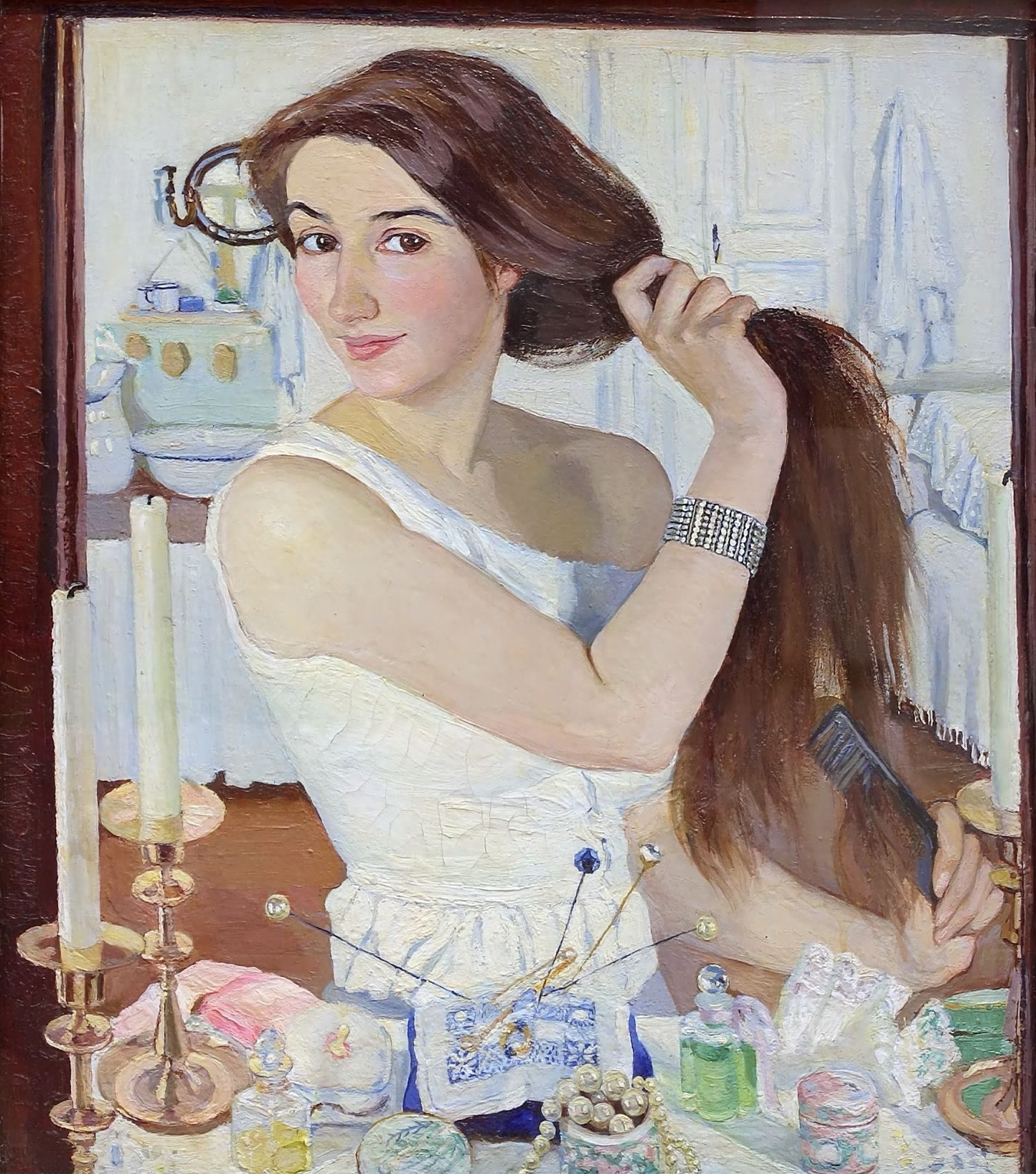
U toaletního stolku (1909)
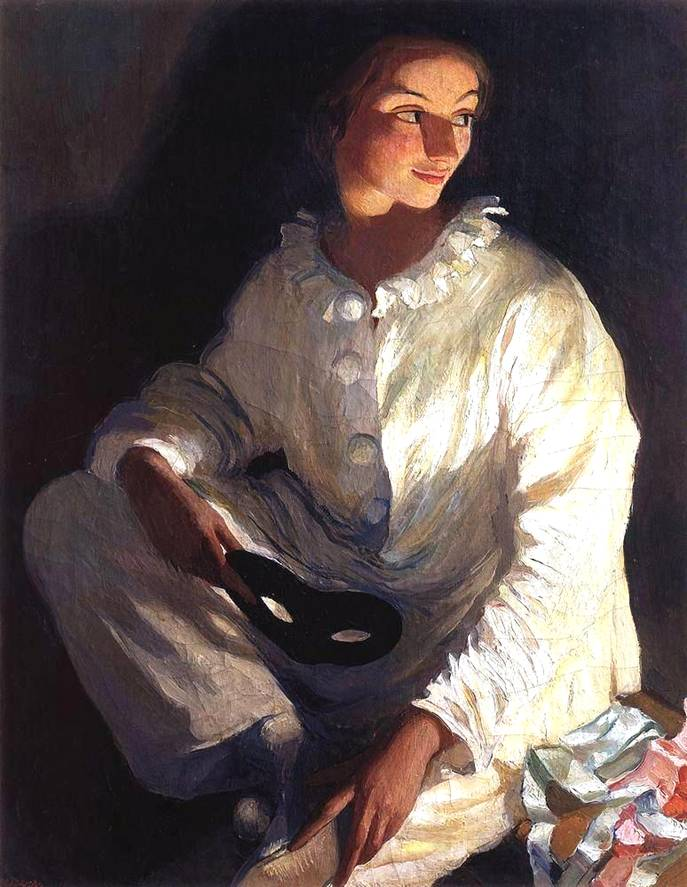
Autoportrét v kostýmu Pierota (1911)
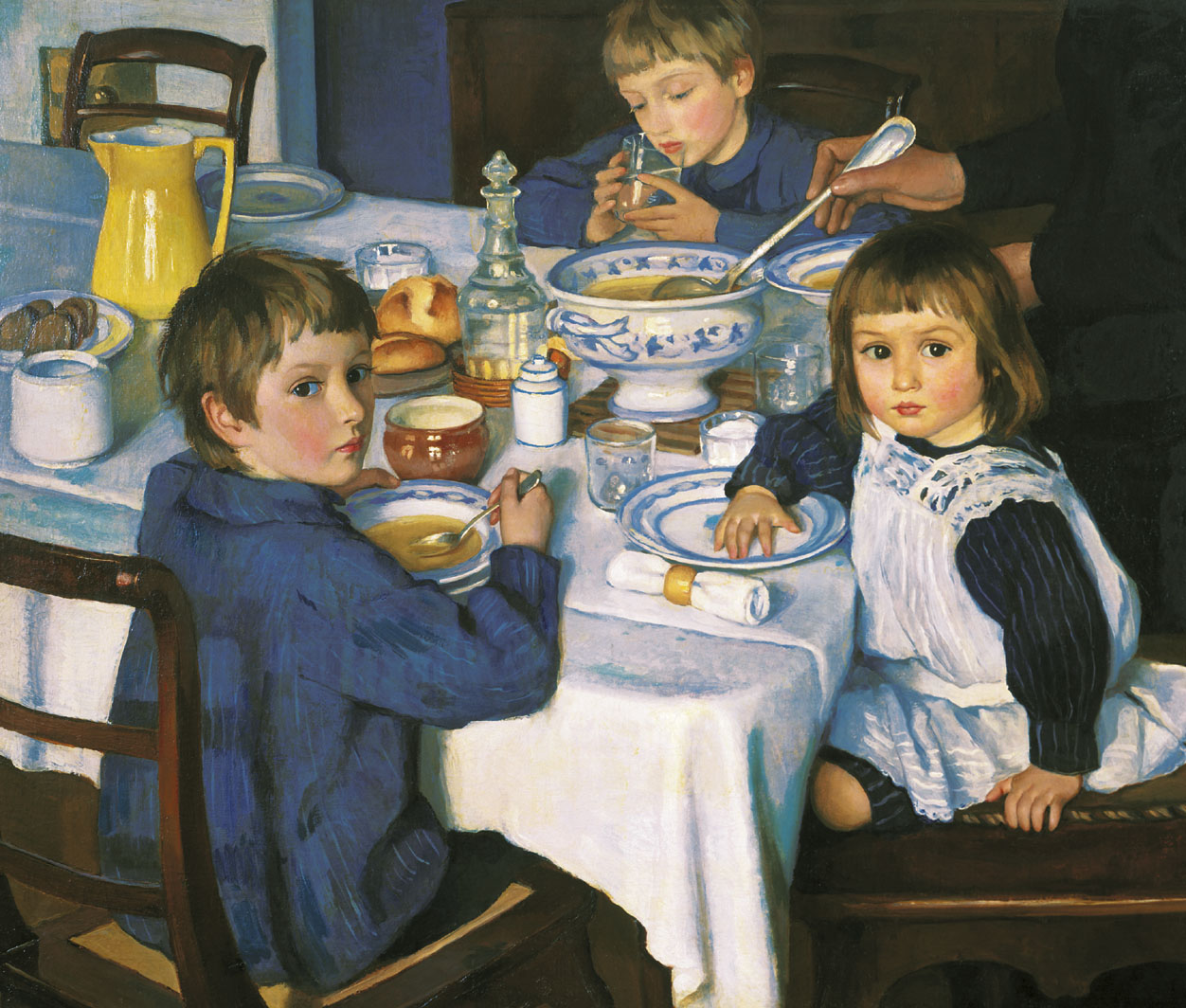
Snídaně (1914)
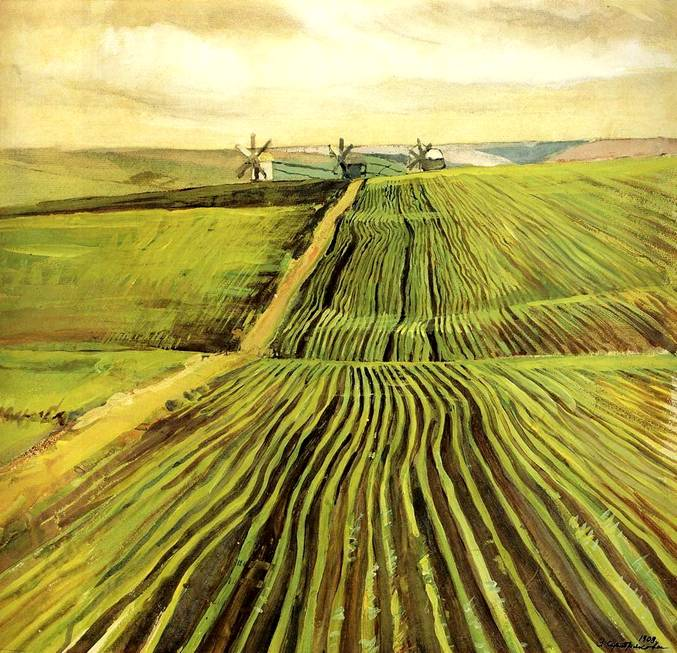
Podzim (1908)
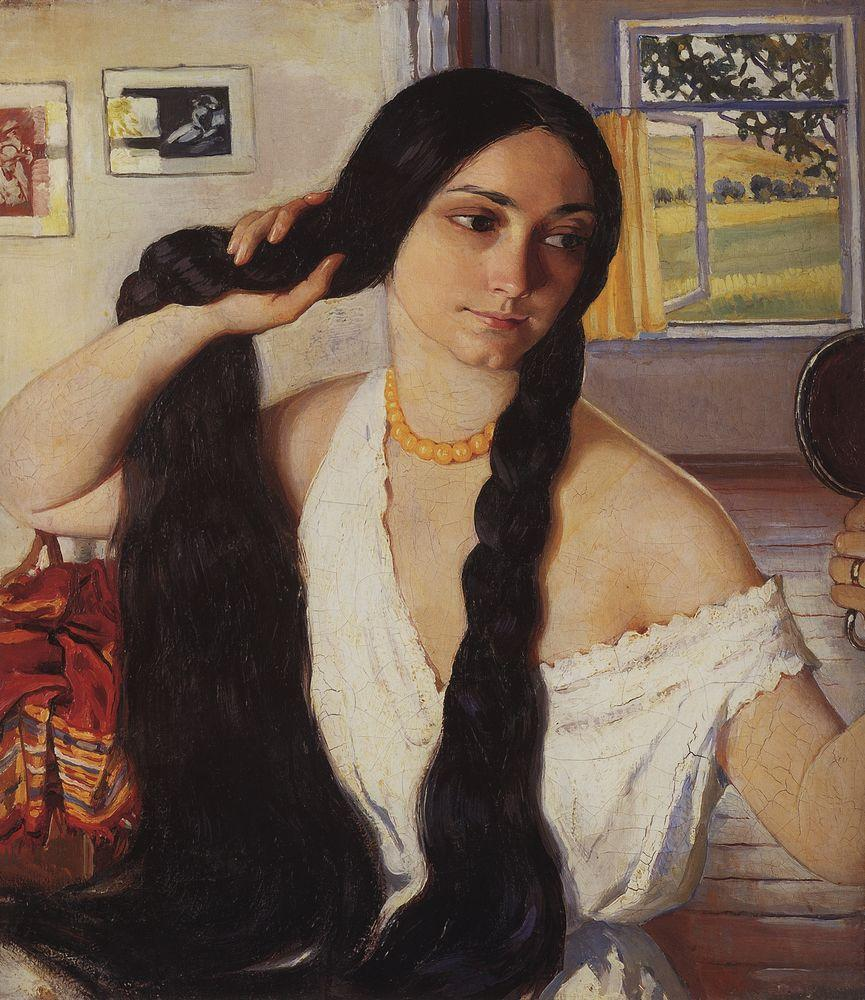
Portrét Olgy Konstantinovny Lansere (1910)
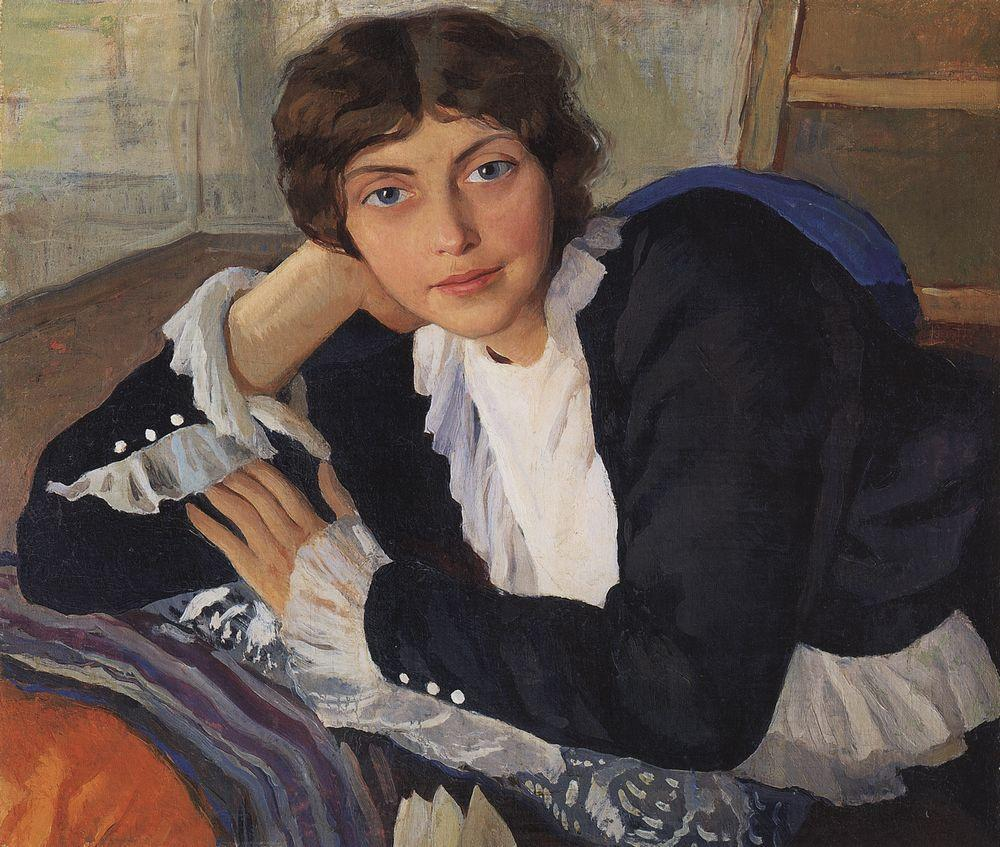
Portrét Loly Brasové (1910)
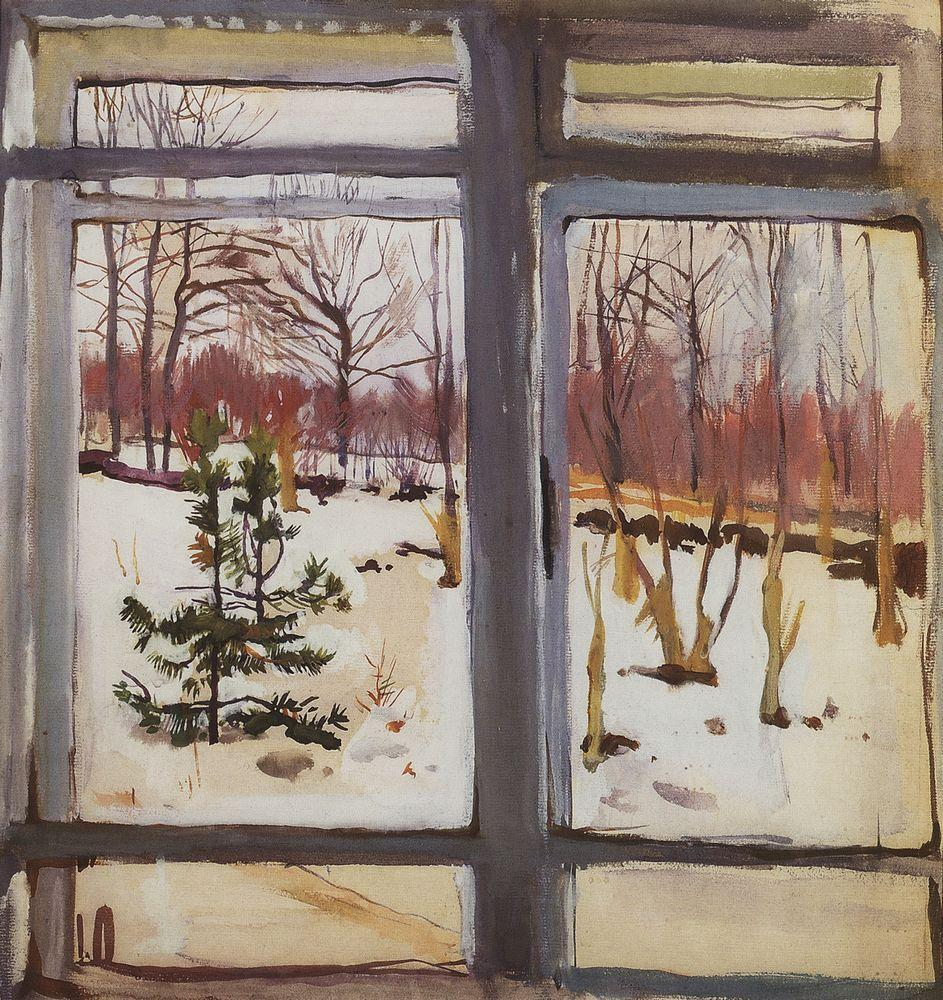
Okno (1911)
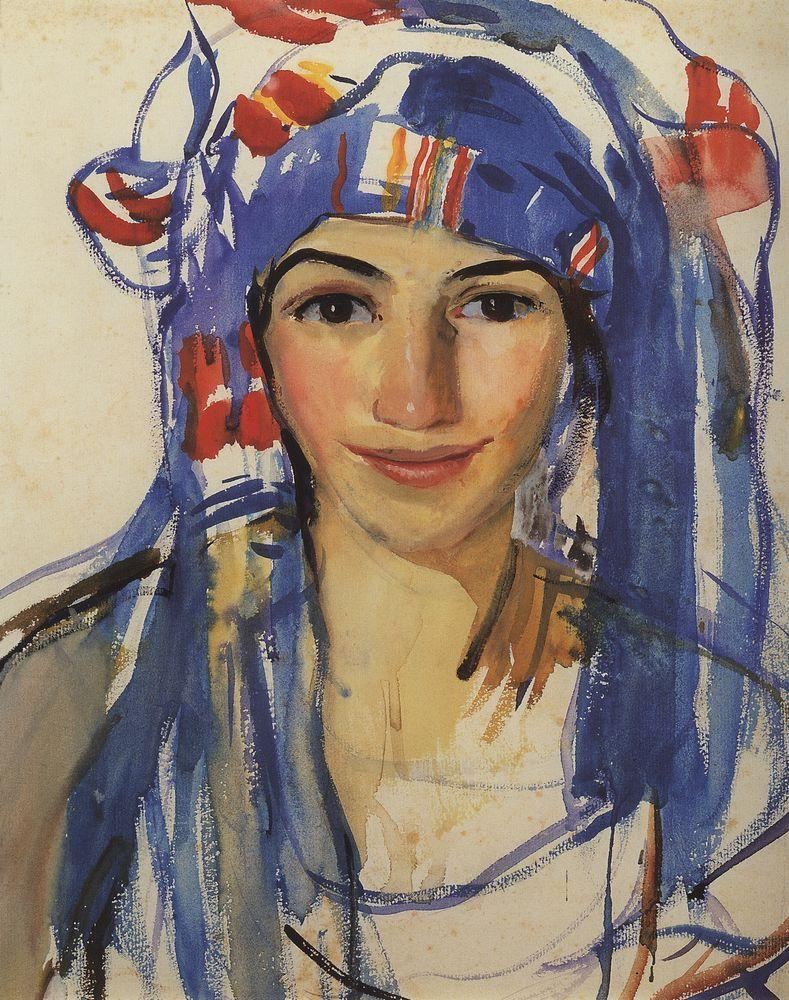
Autoportrét s šátkem (1911)
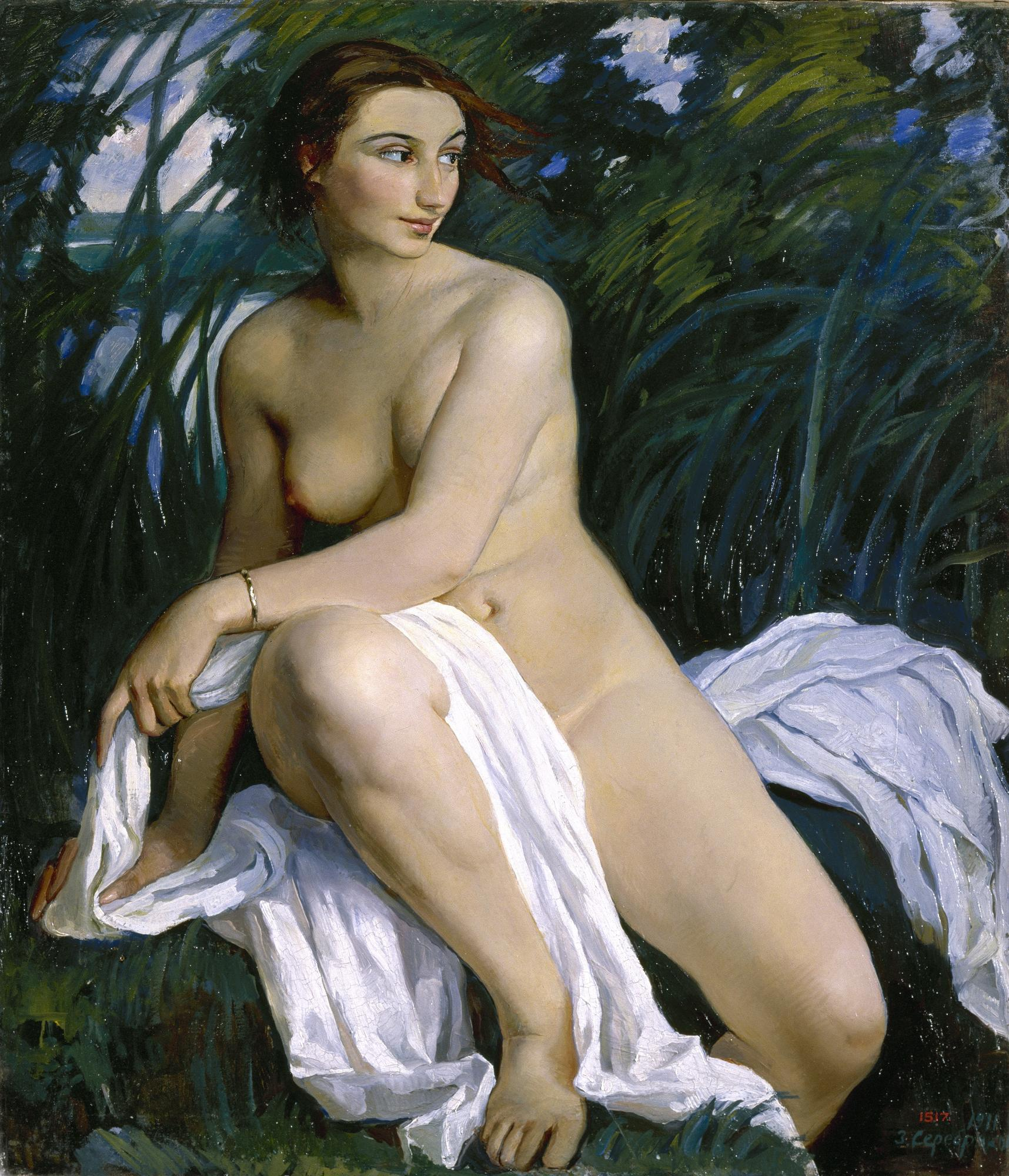
Koupající se (1911)
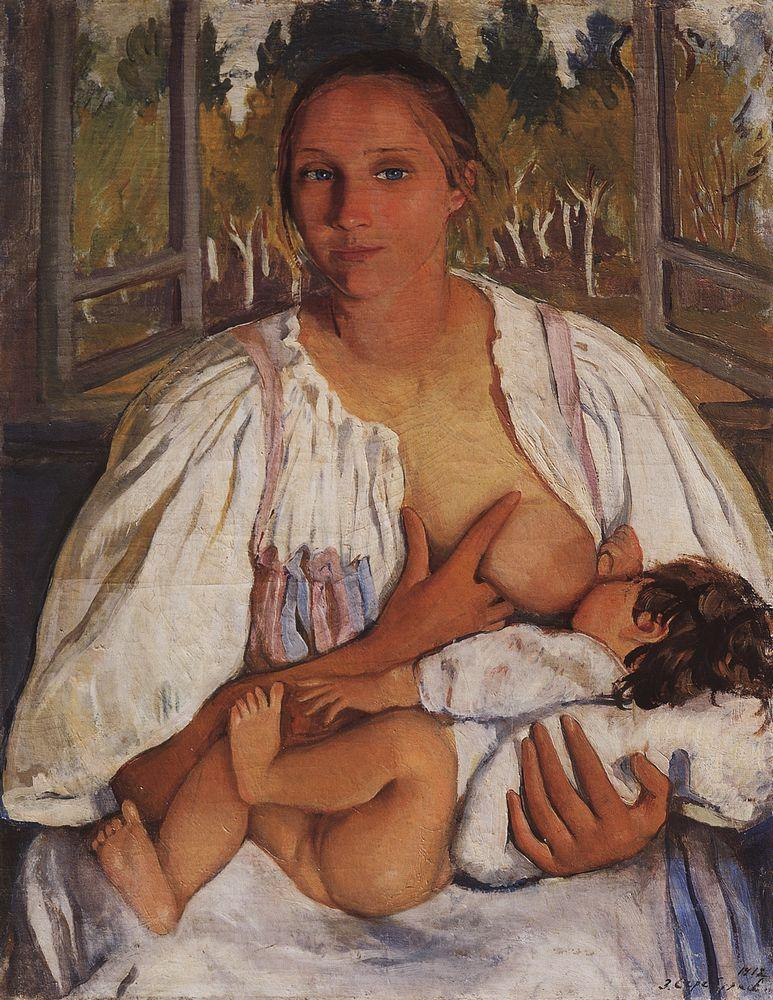
Kojná s dítětem (1912)
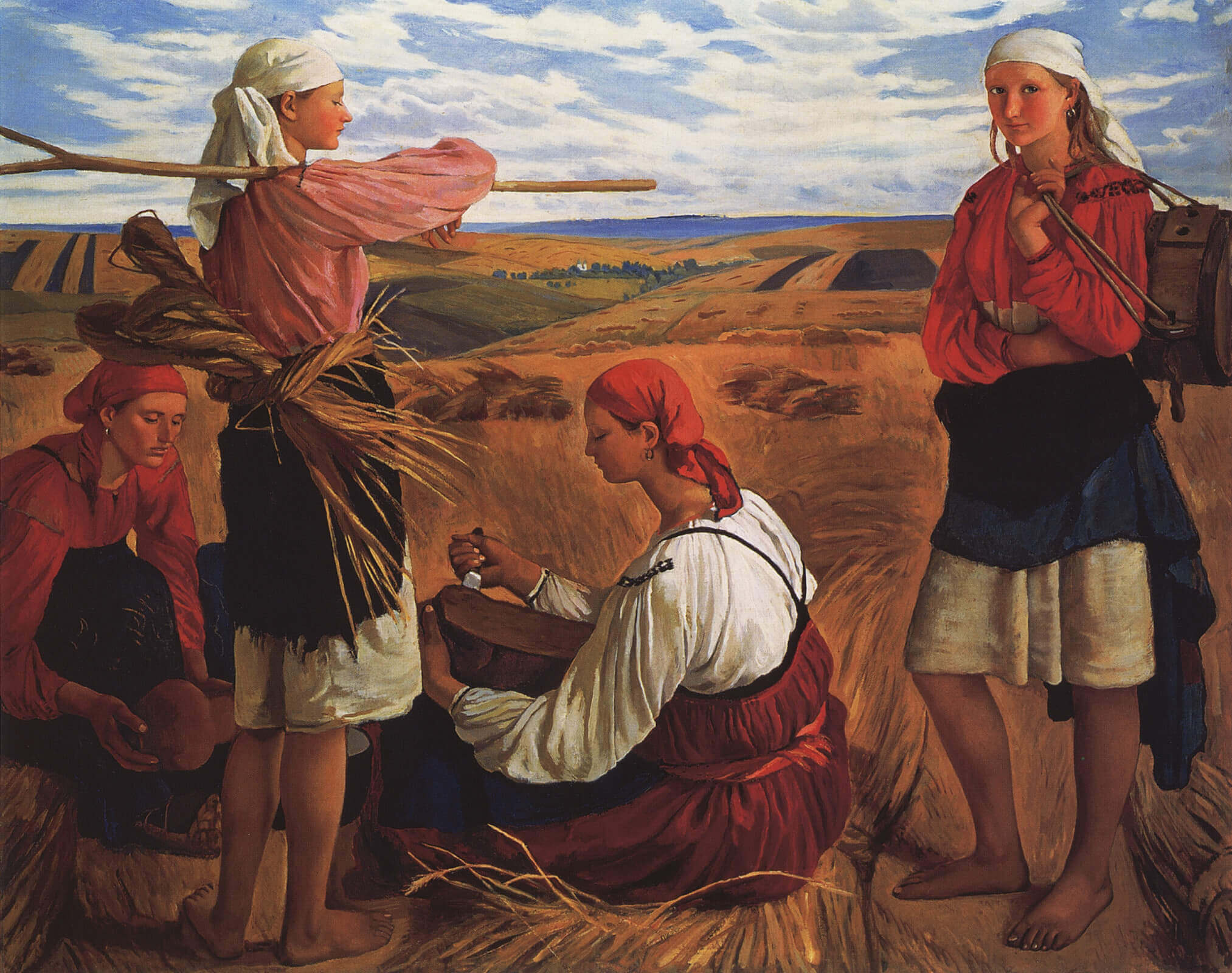
Sklizeň (1915)